# Eccellenza Lazio 2013-2014
Il campionato italiano di calcio di Eccellenza regionale 2013-2014 è stato il ventitreesimo organizzato in Italia. Rappresenta il sesto livello del calcio italiano. Il campionato si è concluso con la vittoria del Viterbese Castrense per il girone A e del Lupa Castelli Romani per il girone B, entrambi al loro primo titolo.
Tutte le squadre iscritte al campionato di Eccellenza hanno diritto, salvo mancate iscrizioni, a partecipare alla fase regionale della Coppa Italia Dilettanti Lazio.

## Stagione

### Aggiornamento
Ad inizio stagione la Nuova Circe annuncia che non si iscriverà al campionato.
Il Cynthia, neo retrocesso dalla Serie D la stagione scorsa, viene ripescato in Serie D. Al suo posto viene ripescato dalla Promozione Lazio il Semprevisa.
Vengono ammesse le seguenti squadre non aventi diritto:
- Nuova Sorianese (come società di Promozione Lazio classificata al 1º posto della graduatoria determinata al termine dei play-off).
- Ciampino (come società di Promozione Lazio classificata al 2º posto della graduatoria determinata al termine dei play-off).
- Montecelio (come società di Eccellenza perdente i play-out con la migliore posizione di classifica).
- Grifone Monteverde (come società di Promozione Lazio classificata al 3º posto della graduatoria determinata al termine dei play-off).
- Real TBM Zagarolo (come società di Promozione Lazio classificata al 4º posto della graduatoria determinata al termine dei play-off).

Avvengono i seguenti cambi di denominazione sociale:
- il Rocca di Papa Nemi diventa Lariano R.d.P. Nemi.

Avvengono i seguenti cambi di sede e denominazione sociale:
- il Real TBM Zagarolo, appena ripescato a completamenti di organici, sposa la sede a Frascati e fonda il Lupa Castelli Romani.

Avvengono le seguenti Fusioni:
- il Città di Marino, neo retrocesso dalla Serie D, si fonde con l'Atletico Monterotondo ridando vita al Monterotondo.
- il Pisoniano si fonde con l'Empolitana iscrivendosi al campionato con il nome di Empolitana Giovenzano.
- la Castrense, neo promossa dalla Promozione Lazio, si fonde con il Viterbo dando vita alla Viterbese Castrense.

Questi sono i gironi organizzati dal comitato regionale della regione Lazio.

## Girone A

### Squadre partecipanti
| Club                          | Città (provincia)                       | Stadio                                              | Stagione precedente                 |
| ----------------------------- | --------------------------------------- | --------------------------------------------------- | ----------------------------------- |
| S.S. Caninese                 | Canino (VT)                             | "Gorizio Piermattei" di Canino                      | 11° Eccellenza girone A             |
| A.S.D. Città di Cerveteri     | Cerveteri (RM)                          | "Enrico Galli" di Cerveteri                         | 1° Promozione girone A, promosso    |
| U.S.D. Città di Monterotondo  | Monterotondo Scalo di Monterotondo (RM) | "Ottavio Pierangeli" di Monterotondo Scalo          | 12° Eccellenza girone A             |
| A.S.D. Civitavecchia 1920     | Civitavecchia (RM)                      | "Stadio Giovanni Maria Fattori" di Civitavecchia    | 17° in Serie D girone G, retrocessa |
| A.S.D. Empolitana Giovenzano  | Pisoniano (RM)                          | "Don Antonio Aureli" di Pisoniano                   | 9° Eccellenza girone A              |
| A.S.D. Pol. Fonte Nuova       | Fonte Nuova (RM)                        | Stadio "Comunale" di Fonte Nuova                    | 6° Eccellenza girone A              |
| Pol. D. Fregene               | Fregene di Fiumicino (RM)               | "Aristide Paglialunga" di Fregene                   | 2° Eccellenza girone A              |
| S.S.D. Futbolclub             | Roma                                    | "Futbolclub Campus", Tor di Quinto                  | 1° Promozione girone C, promosso    |
| A.S.D. Grifone Monteverde     | Roma                                    | "Villa dei Massimi", Portuense                      | 2° Promozione girone B, ripescata   |
| U.S. Ladispoli                | Ladispoli (RM)                          | "Martini Marescotti" di Ladispoli                   | 7° Eccellenza girone A              |
| A.S.D. Montecelio             | Montecelio di Guidonia Montecelio (RM)  | "Pietro Fiorentini" di Montecelio (Guidonia)        | 15° Eccellenza girone A, ripescata  |
| A.S.D. Montefiascone          | Montefiascone (VT)                      | "Comunale Fontanelle" di Montefiascone              | 8° Eccellenza girone A              |
| A.S.D. Monterotondo Calcio    | Monterotondo (RM)                       | "Fausto Cecconi" di Monterotondo                    | -                                   |
| A.S.D. Nuova Sorianese Calcio | Soriano nel Cimino (VT)                 | Stadio "Comunale" di Soriano nel Cimino             | 3° Promozione girone B, ripescata   |
| A.S.D. Real Monterosi         | Monterosi (VT)                          | "Marcello Martelli" di Monterosi                    | 13° Eccellenza girone A             |
| F.C. Rieti                    | Rieti                                   | "Stadio Centro d'Italia - Manlio Scopigno" di Rieti | 4° Eccellenza girone A              |
| A.S.D. Villanova Calcio       | Guidonia Montecelio (RM)                | Stadio "Ferraris", Villanova di Guidonia            | 10° Eccellenza girone A             |
| A.D.C. Viterbese Castrense    | Viterbo                                 | "Stadio Enrico Rocchi" di Viterbo                   | 1° Promozione girone B, promosso    |

### Classifica finale
|  | Pos. | Squadra               | Pt | G  | V  | N  | P  | GF | GS | DR  |
|  | ---- | --------------------- | -- | -- | -- | -- | -- | -- | -- | --- |
|  | 1.   | Viterbese Castrense   | 80 | 34 | 25 | 5  | 4  | 86 | 33 | +53 |
|  | 2.   | Rieti                 | 71 | 34 | 21 | 8  | 5  | 72 | 31 | +41 |
|  | 3.   | Nuova Sorianese       | 61 | 34 | 16 | 13 | 5  | 62 | 40 | +22 |
|  | 4.   | Villanova             | 54 | 34 | 15 | 9  | 10 | 39 | 32 | +7  |
|  | 5.   | Ladispoli             | 53 | 34 | 15 | 8  | 11 | 49 | 53 | -4  |
|  | 6.   | Grifone Monteverde    | 50 | 34 | 15 | 5  | 14 | 55 | 43 | +12 |
|  | 7.   | Civitavecchia (-5)    | 46 | 34 | 13 | 12 | 9  | 40 | 37 | +3  |
|  | 8.   | Futbolclub            | 45 | 34 | 12 | 9  | 13 | 52 | 48 | +4  |
|  | 9.   | Fregene               | 44 | 34 | 12 | 8  | 14 | 56 | 62 | -6  |
|  | 10.  | Fonte Nuova           | 43 | 34 | 11 | 10 | 13 | 57 | 56 | +1  |
|  | 11.  | Montecelio            | 43 | 34 | 11 | 10 | 13 | 62 | 65 | -3  |
|  | 12.  | Montefiascone         | 42 | 34 | 10 | 12 | 12 | 38 | 49 | -11 |
|  | 13.  | Real Monterosi        | 40 | 34 | 9  | 13 | 12 | 33 | 39 | -6  |
|  | 14.  | Monterotondo          | 33 | 34 | 8  | 9  | 17 | 47 | 62 | -15 |
|  | 15.  | Empolitana Giovenzano | 33 | 34 | 8  | 9  | 17 | 45 | 64 | -19 |
|  | 16.  | Città di Monterotondo | 32 | 34 | 7  | 11 | 16 | 42 | 61 | -19 |
|  | 17.  | Cerveteri             | 31 | 34 | 8  | 7  | 19 | 38 | 60 | -22 |
|  | 18.  | Caninese              | 28 | 34 | 6  | 10 | 18 | 35 | 73 | -38 |

Legenda:
      Promossa in Serie D 2014-2015.
      Ammessa ai Play-off nazionali.
 Ai play-out.
      Retrocesse in Promozione Lazio 2014-2015.
Regolamento:
Tre punti a vittoria, uno a pareggio, zero a sconfitta.
Note:
Il Civitavecchia ha scontato 5 punti di penalizzazione.
Il Rieti poi ripescato in Serie D 2014-2015 a completamento di organici.
Il Monterotondo poi ripescato in Eccellenza Lazio 2014-2015.

### Risultati

#### Tabellone
|                       | Can  | CdC  | CdM  | Civ  | Emp  | FNu  | Fre  | Fut  | Gri  | Lad  | Mtc  | Mnf  | Mtr  | NSo  | RMo  | Rie  | Vil  | Vit  |
| --------------------- | ---- | ---- | ---- | ---- | ---- | ---- | ---- | ---- | ---- | ---- | ---- | ---- | ---- | ---- | ---- | ---- | ---- | ---- |
| Caninese              | –––– | 1-1  | 0-0  | 0-0  | 1-2  | 1-2  | 2-1  | 2-5  | 1-0  | 0-0  | 3-3  | 1-1  | 0-3  | 1-2  | 3-2  | 0-4  | 0-1  | 1-6  |
| Citta Di Cerveteri    | 1-2  | –––– | 0-2  | 1-2  | 2-1  | 1-0  | 1-1  | 0-1  | 3-1  | 4-1  | 1-1  | 0-1  | 1-2  | 4-0  | 1-1  | 1-2  | 0-2  | 1-1  |
| Citta Di Monterotondo | 1-3  | 1-1  | –––– | 1-0  | 0-3  | 1-1  | 0-2  | 2-1  | 2-2  | 3-1  | 5-1  | 1-1  | 3-2  | 2-2  | 0-0  | 1-4  | 1-2  | 1-4  |
| Civitavecchia         | 2-1  | 2-3  | 0-0  | –––– | 1-1  | 4-3  | 1-0  | 0-0  | 3-2  | 3-2  | 3-1  | 2-0  | 1-1  | 1-1  | 1-0  | 1-0  | 0-0  | 0-3  |
| Empolitana Giovenzano | 1-2  | 3-1  | 2-2  | 1-2  | –––– | 3-1  | 1-3  | 1-3  | 2-2  | 1-3  | 2-1  | 1-1  | 3-2  | 1-4  | 0-0  | 1-1  | 0-4  | 1-2  |
| Fonte Nuova           | 5-0  | 1-0  | 1-0  | 3-1  | 0-0  | –––– | 3-3  | 3-2  | 1-2  | 6-1  | 2-3  | 1-1  | 2-2  | 2-3  | 2-2  | 2-2  | 1-1  | 0-2  |
| Fregene               | 2-1  | 3-1  | 4-2  | 2-1  | 3-0  | 1-3  | –––– | 2-2  | 0-2  | 2-3  | 1-7  | 2-0  | 1-2  | 2-2  | 3-1  | 2-3  | 0-1  | 3-1  |
| Futbolclub            | 3-1  | 3-0  | 1-0  | 1-1  | 2-0  | 0-2  | 2-1  | –––– | 1-0  | 0-0  | 0-3  | 5-1  | 1-1  | 0-4  | 0-1  | 1-2  | 1-0  | 1-2  |
| Grifone Monteverde    | 2-2  | 5-1  | 1-0  | 0-1  | 2-0  | 2-1  | 2-1  | 4-1  | –––– | 2-3  | 1-1  | 0-2  | 3-1  | 2-3  | 4-0  | 1-2  | 2-1  | 5-1  |
| Ladispoli             | 3-1  | 1-0  | 3-2  | 1-0  | 2-1  | 1-0  | 0-1  | 2-2  | 1-0  | –––– | 2-1  | 0-1  | 2-1  | 3-1  | 0-2  | 1-1  | 1-1  | 3-3  |
| Montecelio            | 2-0  | 2-1  | 2-2  | 2-2  | 2-2  | 2-0  | 4-1  | 1-6  | 0-2  | 3-0  | –––– | 6-2  | 2-1  | 1-1  | 1-1  | 0-1  | 2-3  | 1-2  |
| Montefiascone         | 1-1  | 1-2  | 2-2  | 1-1  | 1-1  | 2-0  | 4-0  | 2-1  | 0-1  | 3-2  | 1-1  | –––– | 1-0  | 0-0  | 0-1  | 2-2  | 2-3  | 2-1  |
| Monterotondo Lupa     | 1-1  | 1-1  | 2-1  | 0-0  | 1-4  | 2-3  | 2-2  | 3-3  | 1-0  | 0-1  | 3-1  | 4-1  | –––– | 0-1  | 0-3  | 1-5  | 6-2  | 0-2  |
| Nuova Sorianese       | 3-1  | 3-1  | 5-0  | 2-1  | 4-1  | 1-1  | 1-1  | 1-1  | 2-1  | 2-2  | 3-1  | 2-0  | 1-0  | –––– | 0-0  | 0-1  | 2-2  | 2-3  |
| Real Monterosi        | 1-1  | 1-0  | 2-3  | 2-0  | 2-3  | 2-2  | 2-3  | 0-0  | 1-0  | 1-2  | 1-1  | 0-0  | 0-0  | 1-2  | –––– | 1-0  | 0-1  | 2-1  |
| Rieti                 | 3-1  | 6-0  | 4-1  | 0-0  | 4-2  | 5-1  | 3-1  | 3-2  | 0-0  | 2-2  | 4-0  | 1-0  | 3-1  | 1-0  | 3-0  | –––– | 0-0  | 0-3  |
| Villanova             | 2-0  | 0-2  | 1-0  | 0-2  | 2-0  | 0-1  | 1-1  | 1-0  | 0-2  | 2-0  | 0-1  | 0-1  | 2-0  | 1-1  | 0-0  | 1-0  | –––– | 2-2  |
| Viterbese Castrense   | 7-0  | 5-1  | 1-0  | 2-1  | 1-0  | 3-1  | 1-1  | 2-0  | 4-0  | 1-0  | 6-2  | 4-0  | 5-1  | 1-1  | 2-0  | 1-0  | 1-0  | –––– |

### Spareggi

#### Play-out
|                       | Risultati |                       | Luogo e data              |
| --------------------- | --------- | --------------------- | ------------------------- |
| Monterosi             | 2-1       | Città Di Monterotondo | Monterosi, 18 maggio 2014 |
| Empolitana Giovenzano | 4-1       | Monterotondo          | Pisoniano, 18 maggio 2014 |
|                       |           |                       |                           |

## Girone B

### Squadre partecipanti
| Club                             | Città (provincia)               | Stadio                                     | Stagione precedente                  |
| -------------------------------- | ------------------------------- | ------------------------------------------ | ------------------------------------ |
| S.S.D. Albalonga                 | Albano Laziale (RM)             | "Pio XII" di Albano Laziale                | 5° in Eccellenza girone A            |
| A.S.D. Atletico Boville Ernica   | Boville Ernica (FR)             | "Montorli" di Boville Ernica               | 7° in Eccellenza girone B            |
| A.S.D. Borgo Podgora 1950        | Borgo Podgora (LT)              | "Pietro Bongiorno" di Borgo Podgora        | 14° in Eccellenza girone B           |
| A.S.D. Ceccano                   | Ceccano (FR)                    | "Dante Popolla" di Ceccano                 | 9° in Eccellenza girone B            |
| Pol.D. Cecchina Al.Pa            | Cecchina di Albano Laziale (RM) | "Comunale" Cecchina (Albano Laziale)       | 14° Eccellenza girone A              |
| A.P.D. Ciampino                  | Ciampino (RM)                   | "Armando Fuso" di Ciampino                 | 3° in Promozione girone C, ripescata |
| S.S.D. Colleferro Calcio         | Colleferro (RM)                 | "Andrea Caslini" di Colleferro             | 5° in Eccellenza girone B            |
| ASD. US Formia 1905 Calcio       | Formia (LT)                     | "Nicola Perrone" di Formia                 | 11° in Eccellenza girone B           |
| Pol. Gaeta                       | Gaeta (LT)                      | "Antonio Riciniello" di Gaeta              | 8° in Eccellenza Lazio Girone B      |
| A.S.D. Lariano R.D.P. Nemi       | Lariano (RM)                    | "Roberto Abbafati" di Lariano              | -                                    |
| A.S.D. Lupa Castelli Romani      | Frascati (RM)                   | Stadio VIII Settembre di Frascati          | 2° in Promozione girone C, ripescata |
| A.S.D. Monte S. Giovanni Campano | Monte San Giovanni Campano (FR) | "San Marco" di Monte San Giovanni Campano  | 10° in Eccellenza girone B           |
| A.S.D. Morolo Calcio             | Morolo (FR)                     | "Arnaldo Marocco" di Morolo                | 4° in Eccellenza girone B            |
| A.S.D. Pro Cisterna 1926         | Cisterna di Latina (LT)         | "Domenico Bartolani" di Cisterna di Latina | 3° in Eccellenza girone B            |
| A.S.D. Roccasecca T. San Tommaso | Roccasecca (FR)                 | "Lino Battista" di Roccasecca              | 1° in Promozione girone D, promosso  |
| A.S.D. Sporting Real Pomezia D.A | Pomezia (RM)                    | Stadio "Comunale" di Pomezia               | 3° Eccellenza girone A               |
| S.S.D. Semprevisa                | Carpineto Romano (RM)           | "Ludovico Galeotti" di Carpineto Romano    | 8° in Promozione girone C, ripescata |
| A.S.D. Vis Artena                | Artena (RM)                     | "Comunale" di Artena                       | 6° in Eccellenza girone B            |

### Classifica finale
|  | Pos. | Squadra                      | Pt | G  | V  | N  | P  | GF | GS | DR  |
|  | ---- | ---------------------------- | -- | -- | -- | -- | -- | -- | -- | --- |
|  | 1.   | Lupa Castelli Romani         | 90 | 34 | 28 | 6  | 0  | 94 | 26 | +68 |
|  | 2.   | Albalonga                    | 68 | 34 | 21 | 5  | 8  | 58 | 32 | +26 |
|  | 3.   | Colleferro                   | 64 | 34 | 19 | 7  | 8  | 66 | 44 | +22 |
|  | 4.   | Vis Artena                   | 59 | 34 | 18 | 5  | 11 | 47 | 30 | +17 |
|  | 5.   | Borgo Podgora                | 59 | 34 | 18 | 5  | 11 | 53 | 38 | +15 |
|  | 6.   | Real Pomezia                 | 50 | 34 | 13 | 11 | 10 | 47 | 36 | +11 |
|  | 7.   | Roccasecca T. di San Tommaso | 49 | 34 | 14 | 7  | 13 | 58 | 49 | +9  |
|  | 8.   | Lariano R.D.P. Nemi          | 48 | 34 | 14 | 6  | 14 | 51 | 60 | -9  |
|  | 9.   | Semprevisa                   | 45 | 34 | 12 | 9  | 13 | 37 | 42 | -5  |
|  | 10.  | Ciampino                     | 43 | 34 | 12 | 7  | 15 | 54 | 51 | +3  |
|  | 11.  | Boville Ernica               | 42 | 34 | 12 | 7  | 15 | 49 | 49 | +0  |
|  | 12.  | Morolo                       | 41 | 34 | 10 | 11 | 13 | 32 | 39 | -7  |
|  | 13.  | Pro Cisterna                 | 38 | 34 | 11 | 5  | 18 | 50 | 61 | -11 |
|  | 14.  | Monte San Giovanni Campano   | 37 | 34 | 10 | 7  | 17 | 42 | 57 | -15 |
|  | 15.  | Gaeta                        | 37 | 34 | 10 | 7  | 17 | 44 | 61 | -17 |
|  | 16.  | Ceccano                      | 34 | 34 | 9  | 7  | 18 | 27 | 56 | -29 |
|  | 17.  | Formia                       | 30 | 34 | 8  | 6  | 20 | 31 | 61 | -30 |
|  | 18.  | Cecchina                     | 23 | 34 | 7  | 2  | 25 | 20 | 68 | -48 |

Legenda:
      Promossa in Serie D 2014-2015.
      Ammessa ai Play-off nazionali.
 Ai play-out.
      Retrocesse in Promozione Lazio 2014-2015 .
Note:
Tre punti a vittoria, uno a pareggio, zero a sconfitta.
Il Monte San Giovanni Campano poi ripescato in Eccellenza Lazio 2014-2015.

### Risultati

#### Tabellone
|                            | Alb  | ABE  | BPo  | Cec  | Cec  | Cia  | Col  | For  | Gae  | Lar  | Lup  | MSGC | Mor  | PCi  | Roc  | Sem  | Spo  | VAr  |
| -------------------------- | ---- | ---- | ---- | ---- | ---- | ---- | ---- | ---- | ---- | ---- | ---- | ---- | ---- | ---- | ---- | ---- | ---- | ---- |
| Albalonga                  | –––– | 2-0  | 1-0  | 1-2  | 1-0  | 2-1  | 3-0  | 4-0  | 1-1  | 1-2  | 1-3  | 3-1  | 1-0  | 2-2  | 3-0  | 2-0  | 1-0  | 1-0  |
| Atletico Boville Ernica    | 1-1  | –––– | 0-0  | 3-0  | 0-1  | 3-0  | 3-0  | 3-1  | 2-0  | 1-2  | 1-2  | 1-1  | 2-1  | 4-0  | 1-0  | 2-1  | 0-1  | 1-0  |
| Borgo Podgora              | 1-2  | 3-1  | –––– | 1-2  | 2-1  | 2-0  | 3-1  | 4-0  | 2-0  | 3-0  | 2-3  | 0-0  | 3-2  | 1-0  | 3-0  | 1-1  | 1-0  | 3-1  |
| Ceccano                    | 0-2  | 0-0  | 1-2  | –––– | 2-0  | 1-2  | 0-0  | 1-0  | 1-0  | 0-2  | 0-2  | 3-1  | 1-1  | 2-1  | 1-1  | 0-0  | 0-1  | 0-3  |
| Cecchina Al. Pa.           | 0-3  | 0-1  | 1-2  | 2-1  | –––– | 0-1  | 0-4  | 2-0  | 1-3  | 3-1  | 1-5  | 1-0  | 0-2  | 1-0  | 0-3  | 0-1  | 0-2  | 1-0  |
| Ciampino                   | 1-1  | 2-1  | 2-1  | 7-0  | 1-1  | –––– | 1-3  | 1-1  | 4-0  | 3-2  | 0-1  | 3-0  | 0-0  | 3-0  | 3-3  | 3-0  | 3-1  | 3-1  |
| Colleferro                 | 1-0  | 2-1  | 3-1  | 1-0  | 5-0  | 2-1  | –––– | 2-1  | 4-1  | 4-0  | 2-2  | 1-0  | 2-1  | 5-4  | 3-2  | 2-0  | 0-0  | 1-2  |
| Formia                     | 2-4  | 4-2  | 1-2  | 1-2  | 1-0  | 1-0  | 2-3  | –––– | 1-1  | 1-1  | 0-1  | 2-1  | 0-1  | 2-1  | 1-0  | 1-1  | 0-0  | 0-3  |
| Gaeta                      | 2-2  | 4-2  | 4-1  | 4-0  | 4-0  | 2-1  | 3-3  | 0-1  | –––– | 1-0  | 0-1  | 3-2  | 0-0  | 2-1  | 0-2  | 0-1  | 1-4  | 0-1  |
| Lariano R. D. P. Nemi      | 1-0  | 1-1  | 5-1  | 2-1  | 2-1  | 3-1  | 3-3  | 1-1  | 2-3  | –––– | 3-5  | 2-0  | 2-1  | 3-1  | 0-0  | 0-1  | 1-0  | 0-0  |
| Lupa Castelli Romani       | 3-2  | 5-1  | 1-1  | 5-1  | 4-0  | 5-1  | 2-0  | 5-1  | 1-0  | 7-3  | –––– | 4-0  | 6-1  | 2-0  | 4-1  | 4-1  | 2-1  | 1-0  |
| Monte S. Giovanni Campano  | 0-1  | 2-2  | 0-1  | 3-2  | 1-0  | 2-1  | 2-2  | 4-1  | 3-0  | 3-2  | 0-0  | –––– | 1-1  | 3-1  | 4-0  | 1-3  | 2-1  | 2-1  |
| Morolo                     | 3-1  | 1-3  | 1-0  | 0-0  | 1-1  | 1-0  | 0-4  | 1-0  | 2-0  | 0-1  | 0-0  | 2-0  | –––– | 3-0  | 2-0  | 2-2  | 0-0  | 0-1  |
| Pro Cisterna               | 1-0  | 2-1  | 0-2  | 1-1  | 3-0  | 5-2  | 1-2  | 3-1  | 5-1  | 1-2  | 0-4  | 1-1  | 3-1  | –––– | 1-2  | 3-1  | 2-2  | 0-0  |
| Roccasecca T. San Tommaso  | 2-3  | 3-2  | 1-3  | 3-0  | 2-0  | 1-1  | 3-1  | 2-0  | 4-1  | 3-1  | 1-2  | 6-0  | 1-0  | 4-1  | –––– | 3-0  | 0-0  | 2-3  |
| Semprevisa                 | 0-1  | 1-1  | 1-0  | 0-2  | 5-0  | 0-0  | 1-0  | 3-0  | 2-2  | 1-0  | 0-1  | 3-1  | 0-0  | 0-1  | 3-1  | –––– | 0-3  | 1-0  |
| Sporting Real Pomezia D. A | 1-2  | 3-2  | 1-1  | 2-0  | 3-2  | 3-1  | 0-0  | 2-0  | 1-1  | 4-1  | 1-1  | 2-1  | 3-0  | 1-4  | 1-1  | 1-1  | –––– | 1-2  |
| Vis Artena                 | 1-3  | 3-0  | 1-0  | 2-0  | 2-0  | 2-1  | 1-0  | 0-3  | 3-0  | 4-0  | 0-0  | 1-0  | 1-1  | 0-1  | 1-1  | 4-2  | 3-1  | –––– |

### Spareggi

#### Play-out
|                            | Risultati |         | Luogo e data                               |
| -------------------------- | --------- | ------- | ------------------------------------------ |
| Pro Cisterna               | 2-1       | Ceccano | Cisterna di Latina, 18 maggio 2014         |
| Monte San Giovanni Campano | 0-2       | Gaeta   | Monte San Giovanni Campano, 18 maggio 2014 |
|                            |           |         |                                            |